# Gabe Kaplan
Gabriel W. „Gabe“ Kaplan (* 31. března 1945 Brooklyn, New York, USA) je americký komik, herec, pokerový komentátor a profesionální hráč pokeru. V USA je lépe znám díky své roli ze 70. let Gabea Kottera ze sitcomu Vítej zpět, Kottře. O pár let později se stal ještě mnohem známějším díky svým úspěchům v No-Limit Texas Hold-'Emu. Zvláště v posledních letech se dostal do povědomí jako spolukomentátor, společně s A.J. Benzou, v pořadu High Stakes Poker vysílaného na stanici GSN. Pro nadcházející sérii High Stakes Poker, která se začne vysílat v polovině února roku 2010, bude jeho spolukomentátorem kolegyně ze světa profesionálního pokeru Kara Scott.

## Herecká kariéra
Jako kluk Kaplan aspiroval na to se stát hráčem prvoligového baseballu v USA. Nicméně, nebyl schopný se dva roky v tréninkovém týmu prosadit na soupisku prvního týmu a rozhodl se věnovat dalším svým zájmům. Po ukončení sportovní kariéry pracoval jako hotelový poslíček. Později díky pocestným komediantům Kaplan započal svou vlastní kariéru, a to jako stand-up komik. Kaplanovy scénky byly natolik úspěšné, že se svou hrou motivovanou zkušenostmi z mládí v Brooklynu procestoval celou zemi. Pětkrát se také objevil v tehdejší velmi úspěšné TV show „The Tonight Show Starring Johnny Carson“. Během této doby stihl také natočit komediální album „Holes and Mello-Rolls“, které obsahovalo mnoho zážitků z jeho středoškolského studia. V sitcomu „Welcome Back, Kotter“ hrál charismatického učitele Gabea Kottera, který se vrátil do ne zrovna správně fungující střední školy, kde sám byl jako mladý studentem. Tato série běžela v letech 1975–79.

## Pokerová kariéra
Během své herecké kariéry se také věnoval finančním trhům a pokeru. V sérii World Series of Poker se poprvé objevil v roce 1978. Roku 1980 se Kaplan stal uznávaným hráčem pokerové elity, a to díky vítězství nad Amarillo Slimem v hlavním eventu série Super Bowl of Poker. Po dalších 5 let své postavení více posílil, a to díky dvěma umístěními na finálovém stole Super Bowl of Poker, a také 6. místem na hlavním eventu WSOP 1985.
V červenci 2004 skončil třetí v sérii World Poker Tour a vyhrál přes 250 tisíc dolarů. V dalším roce se umístil v $5000 Limit Hold´em eventu série WSOP na 2. místě, a odnesl si výhru 222,515 dolarů. V letech 1997-2002 se stal spolukomentátorem eventů série WSOP. V roce 2007 vyhrál v pořadu společnosti NBC „Poker After Dark“ v díle „Queens and Kings“ nad Kristy Gazes. V témže roce v sérii WSOP skončil na 9. místě v $50,000 World Championship H.O.R.S.E eventu, a odnesl si výhru ve výši 131,424 dolarů. Krátce po začátku roku 2010 vyhrál Gabe Kaplan opět v jednom z dílů TV show Poker After Dark. Do roku 2009 Gabe Kaplan výhrami v pokeru vydělal 1300000 dolarů.